# Xenohyla truncata
Xenohyla truncata is een kikker uit de familie boomkikkers (Hylidae). De soort werd voor het eerst wetenschappelijk beschreven door Eugenio Izecksohn in 1959. Oorspronkelijk werd de wetenschappelijke naam Hyla truncata gebruikt.
De kikker is endemisch in Brazilië en komt alleen voor in de kuststaat Rio de Janeiro. De kikker leeft in vochtige, tropische gebieden. Zeer opmerkelijk is het menu dat voor een deel bestaat uit rode vruchten. Xenohyla truncata is voor zover bekend de enige kikker die voor een belangrijk deel van planten leeft.